# قائمة أعمال ميخائيل نعيمة
هذه قائمة أعمال الكاتب اللبناني ميخائيل نعيمة وهو كاتب عاش أغلبَ حياته في القرن العشرين بين عامي 1889 و1988م. درس في دار المعلمين (السيمنار الروسي) في مدينة الناصرة الفلسطينية ومُنح إثر تفوقه فيها منحةً دراسية في بولتافا في روسيا القيصرية، تأثَّر بالأدب الروسي فطغى على كتاباته الأولى وكَتب بالروسية، ومن أشهر كتاباته فيها قصيدة النهر المتجمد (الروسية: Мертвая река) عام 1910م، والتي ترجمها فيما بعد للعربية ونشرها في مجلة الفنون عام 1917م ومن ثم في ديوانه الشعري الوحيد «همس الجفون».
تحوَّل ميخائيل نعيمة إلى الكتابة بالعربية إِثر انتقاله إلى الولايات المتحدة الأمريكية ومشاركته في تأسيس الرابطة القلمية رفقة نسيب عريضة وجبران خليل جبران ومجموعة من شعراء وأدباء المهجر في عام 1920، فنشر مجموعته القصصية الأولى بعنوان «سنتها الجديدة» التي نُشرت فيما بعد ضمن كتاب «كان ما كان»، تنقَّل ميخائيل بين الفنون الأدبية ولكنه ترك كتابة الشعر وتوجَّه للنثر فكتب رواية وحيدة وهي «مذكرات الأرقش» ومسرحيات تميزت باعتمادها على الحوار وافتقادها للحركة فنشر مسرحية «الآباء والبنون» في عدة أعداد من مجلة الفنون، وكتب مقالاتٍ في النقد، نُشرت في مجلة الفنون ولاحقاً في كتابَي «الغربال» و«الغربال الجديد»، وكتب سيرته الذاتية المعنونة «سبعون» والمنشورة على ثلاثة أجزاءٍ وكتب سيرة جبران خليل جبران باللغتين العربية والإنجليزية.
استمر عطاء نعيمة الأدبي ستة عقود، وكان يهتم برصد الحالة الروحانية والأبعاد الفلسفية لشخصياته وأثَّر فيه الأسلوب الغربي لنقاش القضايا الاجتماعية بأسلوب القصة القصيرة، فكتب عدة مجموعاتٍ قصصية بلغت ذروتها مع كتاب «مرداد» الذي وضعه بالإنجليزية عام 1948 رغبةً منه في نشره بلندن ولكن رُفض لأنه «يدعو لعقيدة جديدة»، وترجمه لاحقًا للعربية وتُرجم الكتاب إلى ثلاثين لغة من بينها البرتغالية والروسية والتاميلية والإسبانية والألمانية والهندية والرومانية والليتوانية والتركية والمجرية واليابانية.
قدَّم ونسَّق المجموعة الكاملة لمؤلفات جبران خليل جبران، نشرت دار العلم للملايين المجموعة الكاملة لأعمال ميخائيل نعيمة في عام 1970.

## دواوين شعر
| الرقم التسلسلي | صورة الغلاف | اسم الكتاب | دار النشر               | تاريخ النشر | مكان النشر | ملاحظات |
| -------------- | ----------- | ---------- | ----------------------- | ----------- | ---------- | --- |
| 1              |             | همس الجفون | دار صادر للطباعة والنشر | 1943        | بيروت      | نُشرت بعض القصائد في مجلة الفنون حيث نشرت قصيدة «النهر المتجمد» في عدد فبراير 1917 وقصيدة «أخي» في عدد مارس 1917 وقصيدة «من أنت يا نفسي» في عدد أبريل 1917. وضع نعيمة أربع عشرة قصيدة من القصائد الموجودة بالديوان بالإنجليزية ونُشرت بترجمة نثرية دون الإشارة لاسم المترجم، أما القصائد الأخرى فقد وضعها بالعربية وحظيت بعدة ترجماتٍ للإنجليزية حيث تُرجمت ثمانية قصائد في سلسلة الترجمات العربية بمجلة الأدب العربي (بالإنجليزية: Journal of Arabic Literature) الصادرة في لايدن وترجمت جميع القصائد في أطروحة دكتوراة مقدمة لجامعة بنسلفانيا وترجمت بعض القصائد في مختارات أدبية صدرت عن دار إنترلينك للنشر ودار نشر جامعة كولومبيا ودار نشر جامعة كاليفورنيا، كما تُرجم الديوان للإسبانية والتركية. |

## روايات ومسرحيات
| الرقم التسلسلي | صورة الغلاف | اسم الكتاب                                                                                  | دار النشر                         | تاريخ النشر | مكان النشر | ملاحظات |
| -------------- | ----------- | ------------------------------------------------------------------------------------------- | --------------------------------- | ----------- | ---------- | --- |
| 1              |             | الآباء والبنون تمثيلية في أربعة فصول                                                        | شركة الفنون                       | 1917        | نيويورك    | صدرت الطبعة الثانية منها منقحة عام 1953 كما نُشرت في مجلة الفنون باسم «الآباء والبنون رواية اجتماعية تمثيلية» في الأعداد 7-11 من ديسمبر 1916 إلى أبريل 1917. |
| 2              |             | لقاء قصة                                                                                    | دار صادر للطباعة والنشر           | 1946        | بيروت      | ترجم الكتاب إلى الفرنسية. |
| 3              |             | مذكرات الأرقش                                                                               | دار صادر للطباعة والنشر           | 1949        | بيروت      | - |
| 4              |             | مذكرات روح متشردة أو أرقش الوجه (بالإنجليزية: Memoirs of a vagrant soul or the pitted face) | المكتبة الفلسفية(1)               | 1952        | نيويورك    | ترجمة نُعيمة لروايته «مذكرات الأرقش»، وتُرجم الكتاب فيما بعد إلى التاميلية والتركية.                                                                          |
| 5              |             | حتى نلتقي...واثنتي عشرة قصة أخرى (بالإنجليزية: "Till we meet..." and twelve other stories)  | المعهد الهندي للثقافة العالمية(2) | 1957        | بنغالور    | ترجمة نعيمة لكتابه «لقاء قصة» واثنتي عشرة قصة أخرى. |
| 6              |             | أيوب مسرحية في أربعة فصول                                                                   | دار صادر للطباعة والنشر           | 1967        | بيروت      | - |
| 7              |             | يا ابن آدم ! حوار بين رجلين                                                                 | دار صادر للطباعة والنشر           | 1969        | بيروت      | تُرجم الكتاب إلى التركية |

## مجموعات قصصية
| الرقم التسلسلي | صورة الغلاف | اسم الكتاب                                                                         | دار النشر               | تاريخ النشر | مكان النشر | ملاحظات |
| -------------- | ----------- | ---------------------------------------------------------------------------------- | ----------------------- | ----------- | ---------- | --- |
| 1              |             | المراحل: سياحات في ظواهر الحياة وبواطنها                                           | دار صادر للطباعة والنشر | 1933        | بيروت      | - |
| 2              |             | كان ما كان                                                                         | دار المكشوف             | 1937        | بيروت      | تُرجمت قصتا سعادة البيك وسنتها الجديدة إلى الإنجليزية. نشرت مجلة الفنون قصة العاقر عام 1916 ولكن عند إعادة نشرها في الكتاب أُزيلت المشاعر المعادية لرجال الدين منها. ترجم الكتاب إلى الفارسية.                                                                                         |
| 3              |             | البيادر                                                                            | دار المعارف             | 1945        | القاهرة    | ترجم ميخائيل نعيمة نص «واحة السلام» (بالإنجليزية: The Oasis of Peace) إلى الإنجليزية ونشرها في مجلة الطريق الآري (بالإنجليزية: The Aryan Path) في يناير 1953 |
| 4              |             | كتاب مرداد منارة وميناء (بالإنجليزية: The book of Mirdad a lighthouse and a haven) | دار صادر للطباعة والنشر | 1948        | بيروت      | النسخة الأولى لكتاب مرداد، إذ وُضع بالإنجليزية وترجمه نُعيمة للعربية لاحقاً، اقتبسه بادكون راماناند إلى مسرحية من ثلاثة فصول، وقد ترجم إلى عدة لغات منها البرتغالية والروسية والتاميلية والإسبانية والألمانية والهندية والرومانية والليتوانية والتركية والهنغارية واليابانية والأرمنية. |
| 5              |             | كتاب مرداد منارة وميناء                                                            | دار صادر للطباعة والنشر | 1952        | بيروت      | - |
| 6              |             | أكابر مجموعة أقاصيص                                                                | دار صادر للطباعة والنشر | 1956        | بيروت      | - |
| 7              |             | أبو بطة                                                                            | دار بيروت               | 1959        | بيروت      | ترجمت إلى اللغة الفارسية عام 1989 |
| 8              |             | هوامش                                                                              | دار صادر للطباعة والنشر | 1965        | بيروت      | - |

## سير
| الرقم التسلسلي | صورة الغلاف | اسم الكتاب                                                    | دار النشر                                         | تاريخ النشر | مكان النشر | ملاحظات |
| -------------- | ----------- | ------------------------------------------------------------- | ------------------------------------------------- | ----------- | ---------- | --- |
| 1              |             | جبران خليل جبران حياته، موته، أدبه، فنه                       | مطبعة لسان الحال                                  | 1934        | بيروت      | |
| 2              |             | خليل جبران سيرة حياة (بالإنجليزية: Kahlil Gibran A Biography) | المكتبة الفلسفية                                  | 1950        | نيويورك    | ترجمة نُعيمة لسيرة حياة جبران خليل جبران التي وضعها عام 1934. تُرجمت السيرة إلى البنجابية عام 2017. |
| 3              |             | سبعون... حكاية عمر - المرحلة الأولى                           | دار صادر للطباعة والنشر، دار بيروت للطبعة والنشر  | 1959        | بيروت      | تُرجمت الفصول التي تتحدث عن طفولته في لبنان (بالإنجليزية: A Lebanese Childhood) المعنونة عودة المهاجر (بالإنجليزية: Return of the Emigrant) وانقلب السحر على السحر (بالإنجليزية: The Magician) والمدرسة الروسية (بالإنجليزية: The Russian School) في سلسلة الترجمات العربية بمجلة الأدب العربي (بالإنجليزية: Journal of Arabic Literature) الصادرة في لايدن. |
| 4              |             | سبعون... حكاية عمر - المرحلة الثانية                          | دار صادر للطباعة والنشر، دار بيروت للطباعة والنشر | 1960        | بيروت      | نشرت مجلة السائح نص «من أنت؟ ما أنت؟» في أغسطس 1922 وأعيد نشرها في كتاب سبعون. |
| 5              |             | سبعون... حكاية عمر - المرحلة الثالثة                          | دار صادر للطباعة والنشر، دار بيروت للطباعة والنشر | 1960        | بيروت      | - |

## أدب واقعي
| الرقم التسلسلي | صورة الغلاف | اسم الكتاب                             | دار النشر                 | تاريخ النشر | مكان النشر | ملاحظات |
| -------------- | ----------- | -------------------------------------- | ------------------------- | ----------- | ---------- | --- |
| 1              |             | الغربال                                | دار المعارف               | 1923        | القاهرة    | نُشر نص «الحباحب» في مجلة الفنون في عدد أغسطس 1913، أما مقدمة الكتاب في نسخة عام 1923 فكانت لعباس محمود العقاد. تُرجمت مختارات إلى الإنجليزية في كتاب بعنوان «ميخائيل نعيمة الغربال مختارات مترجمة إلى الإنجليزية مع مقدمة» (بالإنجليزية: Mikhail Naimy: al-Ghirbal (The Sieve): Selections Translated into English with an Introduction). |
| 2              |             | زاد المعاد مجموعة خطب في الناس والحياة | مطبعة المقتطف والمقطم     | 1936        | القاهرة    | - |
| 3              |             | الأوثان                                | دار صادر للطباعة والنشر   | 1946        | بيروت      | - |
| 4              |             | كرم على درب: شذور وأمثال               | دار المعارف               | 1946        | القاهرة    | |
| 5              |             | صوت العالم                             | دار المعارف               | 1946        | القاهرة    | - |
| 6              |             | النور والديجور                         | دار صادر للطباعة والنشر   | 1950        | بيروت      | - |
| 7              |             | في مهب الريح                           | دار صادر للطباعة والنشر   | 1953        | بيروت      | - |
| 8              |             | دروب                                   | دار العلم للملايين        | 1954        | بيروت      | |
| 9              |             | أبعد من موسكو ومن واشنطن               | دار صادر للطباعة والنشر   | 1957        | بيروت      | |
| 10             |             | اليوم الأخير                           | دار صادر للطباعة والنشر   | 1963        | بيروت      | تُرجم الكتاب إلى التركية و الفارسية |
| 11             |             | في الغربال الجديد: مقالات ورسائل نقدية | مؤسسة نوفل للطباعة والنشر | 1972        | بيروت      | - |
| 12             |             | أحاديث مع الصحافة                      | مؤسسة بدران               | 1973        | بيروت      | - |
| 13             |             | نجوى الغروب                            | مؤسسة نوفل للطباعة والنشر | 1973        | بيروت      | - |
| 14             |             | من وحي المسيح                          | مؤسسة نوفل للطباعة والنشر | 1974        | بيروت      | - |
| 15             |             | ومضات: شذور وأمثال                     | مؤسسة النوفل              | 1977        | بيروت      | - |

## تعريب
| الرقم التسلسلي | صورة الغلاف | اسم الكتاب | دار النشر                 | تاريخ النشر | مكان النشر | ملاحظات                                                         |
| -------------- | ----------- | ---------- | ------------------------- | ----------- | ---------- | --------------------------------------------------------------- |
| 1              |             | النبي      | مؤسسة نوفل للطباعة والنشر | 1956        | بيروت      | ترجمة لكتاب النبي (بالإنجليزية: The Prophet) لجبران خليل جبران. |

## مقالات وإسهامات أدبية
| الرقم التسلسلي | عنوان المقالة                                                                         | الناشر                                         | تاريخ النشر         | مكان النشر | ملاحظات                                                       |
| -------------- | ------------------------------------------------------------------------------------- | ---------------------------------------------- | ------------------- | ---------- | ------------------------------------------------------------- |
| 1              | فجر الأمل بعد ليل اليأس: تأملات في الأجنحة المتكسرة                                   | مجلة الفنون                                    | يوليو 1913          | نيويورك    | -                                                             |
| 2              | المجد المسلوب                                                                         | مجلة الفنون                                    | أكتوبر 1913         | نيويورك    | -                                                             |
| 3              | الشعر والشعراء                                                                        | مجلة الفنون                                    | نوفمبر 1913         | نيويورك    | -                                                             |
| 4              | الشعر والشعراء                                                                        | مجلة الفنون                                    | ديسمبر 1913         | نيويورك    | -                                                             |
| 5              | الشعر والشعراء: بحث انتقادي أدبي                                                      | مجلة الفنون                                    | يونيو 1916          | نيويورك    | -                                                             |
| 6              | الشعر والشعراء: بحث انتقادي أدبي                                                      | مجلة الفنون                                    | أغسطس 1916          | نيويورك    | -                                                             |
| 7              | مهرجان الموت                                                                          | مجلة الفنون                                    | أكتوبر 1916         | نيويورك    | -                                                             |
| 8              | المجلة العربية                                                                        | مجلة الفنون                                    | نوفمبر 1916         | نيويورك    | -                                                             |
| 9              | الحنطة والزؤان: نظرة في الأيوبيات                                                     | مجلة الفنون                                    | يناير 1917          | نيويورك    | -                                                             |
| 10             | الرواية التمثيلية العربية: توضيح لرواية الآباء والبنين                                | مجلة الفنون                                    | فبراير 1917         | نيويورك    | -                                                             |
| 11             | الرشيدات                                                                              | مجلة الفنون                                    | أغسطس 1917          | نيويورك    | -                                                             |
| 12             | الذخيرة                                                                               | مجلة الفنون                                    | سبتمبر 1917         | نيويورك    | -                                                             |
| 13             | من أجل المرضى والمصابين                                                               | مجلة الفنون                                    | أكتوبر 1917         | نيويورك    | -                                                             |
| 14             | في علم التلف: البستاني                                                                | مجلة الفنون                                    | يونيو 1918          | نيويورك    | -                                                             |
| 15             | مجموعة الرابطة القلمية لسنة ١٩٢١ منتخبات آثار أدبية لعمال الرابطة القلمية في نيو يورك | المطبعة التجارية السورية الأمريكية             | 1921                | نيويورك    | اشترك في الكتاب مجموعة من المؤلفين وكتب المقدمة ميخائيل نعيمة |
| 16             | سباق بلا نهاية (بالإنجليزية: The Endless Race)                                        | نيويورك تايمز                                  | 14 مارس 1928        | نيويورك    | -                                                             |
| 17             | ماهية الأدب ومهمته                                                                    | الأبحاث مجلة تصدرها الجامعة الأمريكية في بيروت | يونيو 1954          | بيروت      | -                                                             |
| 18             | كتاب صغير غريب (بالإنجليزية: A Strange Little Book)                                   | عالم آرامكو السعودية(3)                        | نوفمبر /ديسمبر 1964 | هيوستن     |                                                               |
| 19             | خطوات طويلة (بالإنجليزية: The Long Strides)                                           | عالم آرامكو السعودية                           | نوفمبر /ديسمبر 1965 | هيوستن     | -                                                             |
| 20             | كتاب صغير غريب (بالإنجليزية: A Strange Little Book)                                   | عالم آرامكو السعودية                           | مارس /أبريل 1983    | هيوستن     | -                                                             |

## هوامش
1. أصل اسم دار النشر هو (بالإنجليزية: Philosophical Library)
2. أصل اسم دار النشر هو (بالإنجليزية: Indian Institute of World Culture)
3.أصل اسم للمجلة هو (بالإنجليزية: Saudi Aramco World)، وأصبحت تُعرف لاحقاً باسم (بالإنجليزية: Aramco World)

### فهرس المراجع العربية
1. 1 2 3  دلال أوشن؛ زليخة زينافي؛ فاتح حمبلي (2017). المشروع النقدي عند طه حسين وميخائيل نعيمة (PDF) (بحث ماجستير thesis). جامعة العربي بن مهيدي بأم البواقي. ص. 38 -39. مؤرشف من الأصل في 2021-07-03. اطلع عليه بتاريخ 2021-07-03.{{استشهاد بأطروحة}}:  صيانة الاستشهاد: BOT: original URL status unknown (link)
2. ↑  عمر الدقاق. "الرابطة القلمية". الموسوعة العربية. مؤرشف من الأصل في 2021-07-03. اطلع عليه بتاريخ 2021-07-03.
3. 1 2  ميخائيل نعيمة (1949). مذكرات الأرقش (ط. الأولى). بيروت: دار صادر للطباعة والنشر. OCLC:60505725. مؤرشف من الأصل في 2021-07-03.
4. 1 2  ميخائيل نعيمة (1917). الآباء والبنون: تمثيلية في أربعة فصول (ط. الأولى). نيويورك: شركة الفنون. OCLC:4770386820. مؤرشف من الأصل في 2021-05-28.
5. 1 2 3  ميخائيل نعيمة (1923). الغربال (ط. الأولى). القاهرة: دار المعارف. OCLC:1044662355. مؤرشف من الأصل في 2021-07-03.
6. 1 2  ميخائيل نعيمة (1972). في الغربال الجديد: مقالات ورسائل نقدية (ط. الأولى). بيروت: مؤسسة نوفل للطباعة والنشر. OCLC:4770602823. مؤرشف من الأصل في 2021-07-03.
7. ↑  جبران خليل جبران (1949). المجموعة الكاملة لمؤلفات جبران خليل جبران (ط. الأولى). بيروت: دار صادر للطباعة و النشر. OCLC:4771271144. مؤرشف من الأصل في 2021-07-03.
8. ↑  ميخائيل نعيمة (1970). المجموعة الكاملة لميخائيل نعيمة (ط. الأولى). بيروت: دار العلم للملايين. OCLC:4771161231. مؤرشف من الأصل في 2021-07-03.
9. 1 2  ميخائيل نعيمة (1943). همس الجفون (ط. الأولى). بيروت: دار صادر للطباعة والنشر. OCLC:4770387094. مؤرشف من الأصل في 2021-07-06.
10. ↑  ميخائيل نعيمة (2017). همس الجفون (ط. الثامنة). بيروت: مؤسسة نوفل للطباعة والنشر. ISBN:9786144388655. OCLC:1201534533. مؤرشف من الأصل في 2021-07-06.
11. ↑  ميخائيل نعيمة (2012). الآباء والبنون: تمثيلية في أربعة فصول (ط. الثانية عشر). بيروت: مؤسسة نوفل للطباعة والنشر. ISBN:9789953267128. OCLC:858932419. مؤرشف من الأصل في 2021-07-03.
12. ↑  ميخائيل نعيمة (1953). الآباء والبنون تمثيلية في أربعة فصول (ط. الثانية). بيروت: دار صادر للطباعة والنشر. OCLC:4770373053. مؤرشف من الأصل في 2021-07-07.
13. ↑  ميخائيل نعيمة (1946). لقاء قصة (ط. الأولى). بيروت: دار صادر للطباعة والنشر. OCLC:936117329. مؤرشف من الأصل في 2021-07-07.
14. ↑  ميخائيل نعيمة (1999). لقاء (ط. الثالثة عشرة). بيروت: مؤسسة نوفل للطباعة والنشر. ISBN:9789953269122. مؤرشف من الأصل في 2021-07-05.
15. ↑  ميخائيل نعيمة (2018). مذكرات الأرقش (ط. الرابعة عشر). بيروت: مؤسسة نوفل للطباعة والنشر. ISBN:9786144380345. OCLC:1201536710. مؤرشف من الأصل في 2021-07-07.
16. ↑  ميخائيل نعيمة (1967). أيوب: مسرحية في أربعة فصول (ط. الأولى). بيروت: دار صادر للطباعة والنشر. OCLC:4770551534. مؤرشف من الأصل في 2021-05-27.
17. ↑  ميخائيل نعيمة (2016). أيوب: مسرحية في أربعة فصول (ط. الثانية). بيروت: مؤسسة نوفل للطباعة والنشر. ISBN:9786144382325. مؤرشف من الأصل في 2021-05-27.
18. ↑  ميخائيل نعيمة (1969). يا ابن آدم ! حوار بين رجلين (ط. الأولى). بيروت: دار صادر للطباعة والنشر. OCLC:4771009484. مؤرشف من الأصل في 2021-05-28.
19. ↑  ميخائيل نعيمة (2017). يا ابن آدم ! حوار بين رجلين (ط. الخامسة). بيروت: مؤسسة نوفل للطباعة والنشر. ISBN:9786144380338. OCLC:1202613772. مؤرشف من الأصل في 2021-05-27.
20. ↑  ميخائيل نعيمة (1933). المراحل: سياحات في ظواهر الحياة وبواطنها (ط. الأولى). بيروت: دار صادر للطباعة والنشر. OCLC:4771135708. مؤرشف من الأصل في 2021-05-27.
21. ↑  ميخائيل نعيمة (2018). المراحل: سياحات في ظواهر الحياة وبواطنها. بيروت: مؤسسة نوفل للطباعة والنشر. ISBN:9786144388679. مؤرشف من الأصل في 2021-05-27.
22. ↑  ميخائيل نعيمة (1937). كان ما كان (ط. الأولى). بيروت: دار المكشوف. OCLC:4770387080. مؤرشف من الأصل في 2021-05-26.
23. ↑  ميخائيل نعيمة (2016). كان ما كان (ط. الخامسة والعشرون). بيروت: مؤسسة نوفل للطباعة والنشر. ISBN:9789953269115. OCLC:1201536766. مؤرشف من الأصل في 2021-07-07.
24. ↑  ميخائيل نعيمة (1945). البيادر (ط. الأولى). القاهرة: دار المعارف. OCLC:4770970985. مؤرشف من الأصل في 2021-07-03.
25. ↑  ميخائيل نعيمة (2012). البيادر (ط. الخامسة عشرة). بيروت: مؤسسة نوفل للطباعة والنشر. ISBN:9789953267111. OCLC:1202610735. مؤرشف من الأصل في 2021-05-27.
26. ↑  ميخائيل نعيمة (1952). كتاب مرداد منارة وميناء (ط. الأولى). بيروت: دار صادر للطباعة والنشر. OCLC:1029000070. مؤرشف من الأصل في 2021-07-07.
27. ↑  ميخائيل نعيمة (2014). كتاب مرداد منارة وميناء. بيروت: مؤسسة نوفل للطباعة والنشر. ISBN:9786144380178. مؤرشف من الأصل في 2021-07-07.
28. ↑  ميخائيل نعيمة (1956). أكابر مجموعة أقاصيص (ط. الأولى). بيروت: دار صادر للطباعة والنشر. OCLC:4770369041. مؤرشف من الأصل في 2021-07-07.
29. ↑  ميخائيل نعيمة (1993). أكابر مجموعة أقاصيص (ط. الثانية عشرة). بيروت: مؤسسة نوفل للطباعة والنشر. ISBN:9786144380185. OCLC:48185871. مؤرشف من الأصل في 2021-07-07.
30. ↑  ميخائيل نعيمة (1959). أبو بطة (ط. الأولى). بيروت: دار بيروت. OCLC:4770375146. مؤرشف من الأصل في 2021-06-28.
31. ↑  ميخائيل نعيمة (2015). أبوبطة (ط. الثالثة عشر). بيروت: مؤسسة نوفل للطباعة والنشر. ISBN:9789953269160. OCLC:1202612086. مؤرشف من الأصل في 2021-06-16.
32. ↑  ميخائيل نعيمة (1965). هوامش (ط. الأولى). بيروت: دار صادر للطباعة والنشر. OCLC:4771204445. مؤرشف من الأصل في 2021-07-03.
33. ↑  ميخائيل نعيمة (1988). هوامش. بيروت: مؤسسة نوفل للطباعة والنشر. ISBN:9953267065. OCLC:903554624. مؤرشف من الأصل في 2021-07-03.
34. ↑  ميخائيل نعيمة (1934). جبران خليل جبران حياته، موته، أدبه، فنه (ط. الأولى). بيروت: مطبعة لسان الحال. OCLC:74288535. مؤرشف من الأصل في 2021-07-07.
35. ↑  ميخائيل نعيمة (2009). جبران خليل جبران حياته، موته، أدبه، فنه (ط. الثالثة عشرة). بيروت: مؤسسة نوفل للطباعة والنشر. ISBN:9789953260396. OCLC:824118578. مؤرشف من الأصل في 2021-07-07.
36. ↑  ميخائيل نعيمة (1959). سبعون... حكاية عمر - المرحلة الأولى (ط. الأولى). بيروت: دار صادر للطباعة والنشر و دار بيروت للطباعة والنشر. ج. الجزء الأول. OCLC:877829293. مؤرشف من الأصل في 2021-06-16.
37. ↑  ميخائيل نعيمة (2017). سبعون... حكاية عمر - المرحلة الأولى (ط. الثانية). بيروت: دار هاشيت أنطوان. ج. الجزء الأول. ISBN:9786144381564. مؤرشف من الأصل في 2021-06-20.
38. ↑  
ميخائيل نعيمة (1960). سبعون... حكاية عمر - المرحلة الثانية (ط. الأولى). بيروت: دار صادر للطباعة والنشر و دار بيروت للطباعة والنشر. ج. الجزء الثاني. OCLC:236001528. مؤرشف من الأصل في 2021-06-16.
39. ↑  ميخائيل نعيمة (2017). سبعون... حكاية عمر - المرحلة الثانية (ط. الثانية). بيروت: دار هاشيت أنطوان. ج. الجزء الثاني. ISBN:9786144381571. مؤرشف من الأصل في 2021-06-16.
40. ↑  ميخائيل نعيمة (1960). سبعون... حكاية عمر - المرحلة الثالثة (ط. الأولى). بيروت: دار صادر للطباعة والنشر و دار بيروت للطباعة والنشر. ج. الجزء الثالث. OCLC:1136009169. مؤرشف من الأصل في 2021-06-16.
41. ↑  
ميخائيل نعيمة (2017). سبعون... حكاية عمر - المرحلة الثالثة (ط. التاسعة). بيروت: دار هاشيت أنطوان. ج. الجزء الثالث. ISBN:9786144381588. مؤرشف من الأصل في 2021-06-16.
42. ↑  ميخائيل نعيمة (2014). الغربال. بيروت: مؤسسة نوفل للطباعة والنشر. ISBN:9786144380307. مؤرشف من الأصل في 2021-07-07.
43. ↑  ميخائيل نعيمة (1936). زاد المعاد (ط. الأولى). القاهرة: مطبعة المقتطف والمقطم. OCLC:40974084. مؤرشف من الأصل في 2021-06-16.
44. ↑  ميخائيل نعيمة (2018). زاد المعاد (ط. الثانية عشرة). بيروت: مؤسسة نوفل للطباعة والنشر. ISBN:9786144388693. OCLC:1202610694. مؤرشف من الأصل في 2021-06-16.
45. ↑  ميخائيل نعيمة (1946). الأوثان (ط. الأولى). بيروت: دار صادر للطباعة والنشر. OCLC:4770387102. مؤرشف من الأصل في 2021-08-08.
46. ↑  ميخائيل نعيمة (1988). الغربال. بيروت: مؤسسة نوفل للطباعة والنشر. ISBN:9789953268033. مؤرشف من الأصل في 2014-01-25.
47. ↑  ميخائيل نعيمة (1946). كرم على درب: شذور وأمثال (ط. الأولى). القاهرة: دار المعارف. OCLC:4770594133. مؤرشف من الأصل في 2021-05-25.
48. ↑  ميخائيل نعيمة (2017). كرم على درب: شذور وأمثال (ط. الحادية عشر). بيروت: مؤسسة نوفل للطباعة والنشر. ISBN:9786144389041. OCLC:1202611056. مؤرشف من الأصل في 2021-05-25.
49. ↑  ميخائيل نعيمة (1946). صوت العالم (ط. الأولى). القاهرة: دار المعارف. OCLC:4770387106. مؤرشف من الأصل في 2021-05-28.
50. ↑  ميخائيل نعيمة (2014). صوت العالم (ط. الثانية). بيروت: دار هاشيت أنطوان. ISBN:9786144380208. مؤرشف من الأصل في 2021-05-27.
51. ↑  ميخائيل نعيمة (1950). النور والديجور (ط. الأولى). بيروت: دار صادر للطباعة والنشر. مؤرشف من الأصل في 2021-06-16.
52. ↑  ميخائيل نعيمة (2015). النور والديجور (ط. التاسعة). بيروت: مؤسسة نوفل للطباعة والنشر. OCLC:1202611568. مؤرشف من الأصل في 2021-06-16. (ردمك 9786144380192)
53. ↑  ميخائيل نعيمة (1953). في مهب الريح (ط. الأولى). بيروت: دار صادر للطباعة والنشر. OCLC:60505726. مؤرشف من الأصل في 2021-07-07.
54. ↑  ميخائيل نعيمة (2013). في مهب الريح. القاهرة: وكالة الصحافة العربية. ISBN:9786500258950. OCLC:7873840720. مؤرشف من الأصل في 2021-07-07.
55. ↑  ميخائيل نعيمة (1954). دروب (ط. الأولى). بيروت: دار العلم للملايين. OCLC:4771327281. مؤرشف من الأصل في 2021-05-27.
56. ↑  ميخائيل نعيمة (2017). دروب (ط. الرابعة عشر). بيروت: مؤسسة نوفل للطباعة والنشر. ISBN:9786144380215. OCLC:1202611541. مؤرشف من الأصل في 2021-05-28.
57. ↑  ميخائيل نعيمة (1957). أبعد من موسكو ومن واشنطن (ط. الأولى). بيروت: دار صادر للطباعة والنشر. OCLC:4770128900. مؤرشف من الأصل في 2021-07-03.
58. ↑  ميخائيل نعيمة (1963). اليوم الأخير (ط. الأولى). بيروت: دار صادر للطباعة والنشر. OCLC:4769964898. مؤرشف من الأصل في 2021-05-27.
59. ↑  ميخائيل نعيمة (2013). اليوم الأخير (ط. الحادية عشر). بيروت: مؤسسة نوفل للطباعة والنشر. ISBN:9789953269139. مؤرشف من الأصل في 2021-06-23.
60. ↑  ميخائيل نعيمة (2013). في الغربال الجديد: مقالات ورسائل نقدية (ط. الخامسة). بيروت: مؤسسة نوفل للطباعة والنشر. ISBN:9789953269146. OCLC:1202612135. مؤرشف من الأصل في 2021-05-26.
61. ↑  ميخائيل نعيمة (1973). أحاديث مع الصحافة (ط. الأولى). بيروت: مؤسسة بدران. OCLC:4770602845. مؤرشف من الأصل في 2021-07-03.
62. ↑  ميخائيل نعيمة (2017). مختارات من أحاديث مع الصحافة. القاهرة: وكالة الصحافة العربية. ISBN:9786500260809. OCLC:7873841162. مؤرشف من الأصل في 2021-05-27.
63. ↑  ميخائيل نعيمة (1973). نجوى الغروب (ط. الأولى). بيروت: مؤسسة نوفل للطباعة والنشر. OCLC:4771352969. مؤرشف من الأصل في 2021-05-28.
64. ↑  ميخائيل نعيمة (2015). نجوى الغروب (ط. الرابعة). بيروت: مؤسسة نوفل للطباعة والنشر. ISBN:9786144381601. OCLC:1201540022. مؤرشف من الأصل في 2021-05-27.
65. ↑  ميخائيل نعيمة (1974). من وحي المسيح (ط. الأولى). بيروت: مؤسسة نوفل للطباعة والنشر. OCLC:4770262015. مؤرشف من الأصل في 2021-06-16.
66. ↑  ميخائيل نعيمة (2012). من وحي المسيح (ط. الثانية). بيروت: مؤسسة نوفل للطباعة والنشر. ISBN:9789953264202. OCLC:866992785. مؤرشف من الأصل في 2021-06-16.
67. ↑  ميخائيل نعيمة (1977). ومضات شذور وأمثال (ط. الأولى). بيروت: مؤسسة نوفل للطباعة والنشر. OCLC:4770095846. مؤرشف من الأصل في 2021-06-16.
68. ↑  ميخائيل نعيمة (2015). ومضات شذور وأمثال (ط. الثانية). بيروت: دار هاشيت أنطوان. ISBN:9786144382332. مؤرشف من الأصل في 2021-06-16.
69. ↑  جبران خليل جبران (1956) [1923]. النبي [(بالإنجليزية: The Prophet)]. ترجمة: ميخائيل نعيمة (ط. الأولى). بيروت: مؤسسة نوفل للطباعة والنشر. OCLC:4770379870. مؤرشف من الأصل في 2021-07-06.
70. ↑  مجموعة من المؤلفين (1921). مجموعة الرابطة القلمية لسنة ١٩٢١ منتخبات آثار أدبية لعمال الرابطة القلمية في نيو يورك (ط. الأولى). نيويورك: المطبعة التجارية السورية الأمريكية. OCLC:553391685. مؤرشف من الأصل في 2021-07-07.
71. ↑  ميخائيل نعيمة (يونيو 1954). حمادة، سعيد (المحرر). "ماهية الأدب ومهمته" (PDF). الأبحاث مجلة تصدرها الجامعة الأمريكية في بيروت (ورقي ممسوح ضوئياً). بيروت: دار الكتاب. ع. 2. ص. 99–114. مؤرشف من الأصل (PDF) في 2022-02-05. اطلع عليه بتاريخ 2021-09-10.

### فهرس المراجع الإنجليزية
1. ↑  Maria Swanson; Rebecca Ruth Gould (16 Apr 2021). "The Poetics of Nahḍah Multilingualism: Recovering the Lost Russian Poetry of Mikhail Naimy" (PDF). Journal of Arabic Literature (ورقية) (بالإنجليزية). Brill. No. 52. p. 170. DOI:10.1163/1570064x-12341433. ISSN:0085-2376. Archived from the original (PDF) on 2021-07-03. Retrieved 2021-07-03.
2. 1 2 3 4  
Roger Allen; Terri DeYoung; Joseph E Lowry; Devin J Stewart; Mary S St Germain (2009). Essays in Arabic literary biography: 1850-1950 (بالإنجليزية) (1 ed.). Wiesbaden: Harrassowitz Verlag. p. 253 - 255. ISBN:9783447065986. OCLC:1127695082. Archived from the original on 2021-07-03.
3. ↑  Boullata، Issa J. (يوليو 1993). "Mikhail Naimy: Poet of Meditative Vision". Journal of Arabic Literature. ج. 24 ع. 2: 175. DOI:10.1163/157006493x00041. JSTOR:4183302.
4. 1 2  "The Book of Mirdad: Editions". goodreads. مؤرشف من الأصل في 3 jul 2021. اطلع عليه بتاريخ 3 jul 2021. {{استشهاد ويب}}: تحقق من التاريخ في: |تاريخ الوصول= و|تاريخ أرشيف= (مساعدة)
5. 1 2 3 4 5 6 7 8 9 10 11 12 13 14 15 16 17  "Majallat al-funūn Tables of Content". al-funun (بالإنجليزية). Archived from the original on 2021-05-15. Retrieved 2021-06-03.
6. 1 2 3 4  Mikhail Naimy (1974). A New Year Stories, Autobiography and Poems (بالإنجليزية). Translated by J.R. Perry. Leiden: Brill Publishers. ISBN:9789004039155. OCLC:1086064. Archived from the original on 2018-11-01.
7. ↑  Bell, Gregory J (2001). Theosophy, romanticism and love in the poetry of Mikhail Naimy [الفلسفة والرومانسية والحب في شعر ميخائيل نعيمة] (Ph. D. thesis) (بالإنجليزية). University of Pennsylvania. OCLC:244972646. Archived from the original on 2021-07-06.
8. ↑  Gregory Orfalea; Sharif Elmusa, eds. (2000). Grape leaves A Century of Arab-American Poetry (بالإنجليزية) (1 ed.). New York: Interlink Books. ISBN:9781566563383. OCLC:42969058. Archived from the original on 2021-07-06.
9. ↑  Salma Khadra Jayyusi, ed. (1991). Modern Arabic Poetry An Anthology (بالإنجليزية) (1 ed.). New York: Columbia University Press. ISBN:9780231052733. OCLC:869929267. Archived from the original on 2017-09-21.
10. ↑  Mounah A Khouri, ed. (1970). Modern Arabic Poetry An Anthology (بالإنجليزية). Translated by Hamid Algar (1 ed.). Berkeley: University of California Press. ISBN:9780520312203. OCLC:1198930276. Archived from the original on 2021-07-06.
11. ↑  Mikhail Naimy (1952). Memoirs of a vagrant soul or the pitted face (بالإنجليزية) (1 ed.). New York: Philosophical Library. ISBN:9781258071059. OCLC:1099940496. Archived from the original on 2021-07-07.
12. ↑  Mikhail Naimy (1957). "Till we meet..." and twelve other stories (بالإنجليزية) (1 ed.). Bangalore: Indian Institute of World Culture. OCLC:1136078125. Archived from the original on 2021-07-07.
13. ↑  Hine، Alyn Desmond (2011). Russian literature in the works of Mikhail Naimy (PDF) (Ph. D. thesis). SOAS, University of London. ص. 215. DOI:10.25501/SOAS.00014698. OCLC:876282494. مؤرشف من الأصل (PDF) في 2020-12-10.
14. ↑  Mikhail Naimy (January 1953). "The Oasis of Peace". The Aryan Path (بالإنجليزية). Bombay: Ramanlal J. Patel. p. 3. ISSN:0004-4156. OCLC:1514392. Archived from the original on 2021-06-03. Retrieved 7 jul 2021. {{استشهاد بمجلة}}: تحقق من التاريخ في: |تاريخ الوصول= (help)
15. ↑  Mikhail Naimy (1948). The book of Mirdad: a lighthouse and a haven (بالإنجليزية) (1 ed.). Beirut: Sader's Library. OCLC:903595477. Archived from the original on 2021-07-07.
16. ↑  Mikhail Naimy (1993). The book of Mirdad: a lighthouse and a haven (بالإنجليزية). London: Arkana. ISBN:9780140193329. OCLC:32049591. Archived from the original on 2021-07-07.
17. ↑  Ramanand، Padukone (1973). Mirdad: Mikhail Naimy's Famous Work 'The Book of Mirdad' Made Into a Play in Three Acts. Bharatiya Vidya Bhavan. مؤرشف من الأصل في 2016-12-28.
18. ↑  Mikhail Naimy (1950). Kahlil Gibran A Biography (بالإنجليزية) (1 ed.). New York: Philosophical Library. OCLC:28351592. Archived from the original on 2021-07-07.
19. ↑  Mikhail Naimy (1985). Kahlil Gibran A Biography (بالإنجليزية). New York: Philosophical Library. ISBN:9780802224859. OCLC:12812469. Archived from the original on 2021-07-07.
20. ↑  Mikhail Naimy (2019). Mikhail Naimy al-Ghirbal (The Sieve) Selections Translated into English with an Introduction (بالإنجليزية). Translated by George Nicolas El-Hage (1 ed.). Independently published. ISBN:9781090240590.
21. ↑  Mikhail Naimy (Mar 1985 14). "The Endless Race". The New York Times. New York. ع. 77. ص. 143–145. مؤرشف من الأصل في 8 يوليو 2021. اطلع عليه بتاريخ 7 jul 2021. {{استشهاد بمجلة}}: تحقق من التاريخ في: |تاريخ الوصول= و|تاريخ= (مساعدة)
22. ↑  Mikhail Naimy (November/December 1964). "A Strange Little Book". Saudi Aramco World. Houston: Aramco Services Company. ص. 10–15. مؤرشف من الأصل في 2021-06-29. اطلع عليه بتاريخ 7 jul 2021. {{استشهاد بمجلة}}: تحقق من التاريخ في: |تاريخ الوصول= و|تاريخ= (مساعدة)
23. ↑  Mikhail Naimy (November/December 1965). "The Long Strides". Saudi Aramco World. Houston: Aramco Services Company. ص. 26–27. مؤرشف من الأصل في 2021-06-30. اطلع عليه بتاريخ 7 jul 2021. {{استشهاد بمجلة}}: تحقق من التاريخ في: |تاريخ الوصول= و|تاريخ= (مساعدة)
24. ↑  Mikhail Naimy (March/April 1983). "A Strange Little Book". Saudi Aramco World. Houston: Aramco Services Company. ص. 8–9. مؤرشف من الأصل في 2021-06-28. اطلع عليه بتاريخ 7 jul 2021. {{استشهاد بمجلة}}: تحقق من التاريخ في: |تاريخ الوصول= و|تاريخ= (مساعدة)

### فهرس مراجع بلغات أخرى
1. ↑  Mikhail Naimy (1956). El rumor de los párpados [همس الجفون] (بالإسبانية). Translated by Leonor Martínez; Mohammad Sabbag. Madrid: Ediciones Rialp, Colección Adonais. OCLC:868372864. Archived from the original on 2021-07-06.
2. ↑  Mikhail Naimy (2000). Gözlerin fısıltısı kafileler şiir [همس الجفون] (بالتركية). Translated by Hüseyin Yazıcı. İstanbul: Kaknüs Yayınları. ISBN:9789756963982. OCLC:1030114389. Archived from the original on 2021-07-05.
3. ↑  Mihail Naimy (1982). Rencontre [لقاء قصة] (بالفرنسية). Translated by Joseph Michel Chraim (1 ed.). Beyrouth: Editions de patrimoine arabe et islamique. OCLC:17071116.
4. ↑  Mikhail Naimy (2012). அம்மை வடுமுகத்து ஒரு நாடோடி ஆத்மாவின் நினைவுக் குறிப்புகள் [Memoirs of a vagrant soul or the pitted face] (بتاميلية). Translated by Puviyaracu (1 ed.). Coimbatore: Vijayā Patippakam. ISBN:9788184464764. OCLC:869718341. Archived from the original on 2021-07-07.{{استشهاد بكتاب}}:  صيانة الاستشهاد: لغة غير مدعومة (link)
5. ↑  Mikhail Naimy (1998). Kendini Arayan Adam Arkaş'ın Günlüğü [Memoirs of a vagrant soul or the pitted face] (بالتركية). Translated by Hüseyin Yazıcı. Istanbul: Kaknüs Yayınları. Archived from the original on 2021-07-07.
6. ↑  Mikahil Naimy (2002). Ey İnsanoğlu [يا ابن آدم ! حوار بين رجلين] (بالتركية). Translated by Eyyüp Tanrıverdi. İstanbul: Anka Yayınları. ISBN:9789756628409. OCLC:1030104205. Archived from the original on 2021-06-17.
7. ↑  ميخائيل نعيمة (2000). یکی بود یکی نبود [كان ما كان] (بفارسية). Translated by حسن گودرزی لمراسکی. إيران: پیام امروز. ISBN:9789645706638. Archived from the original on 2021-05-28.{{استشهاد بكتاب}}:  صيانة الاستشهاد: لغة غير مدعومة (link)
8. ↑  ميخائيل نعيمة (1989). مجموعه داستان و یخ آب میشود - هشت داستان از مجموعه ابوبطه [أبو بطة] (بفارسية). Translated by حسین سیدی (الأولى ed.). تهران. Archived from the original on 2021-07-07.{{استشهاد بكتاب}}:  صيانة الاستشهاد: لغة غير مدعومة (link) صيانة الاستشهاد: مكان بدون ناشر (link)
9. ↑  Mikhail Naimy (2017). ਖ਼ਲੀਲ ਜਿਬਰਾਨ [Kahlil Gibran A Biography] (بالبنجابية). Translated by Je Bī Goila (1 ed.). Amritsar: Siṅgha Bradaraza. ISBN:9788172055691. Archived from the original on 2021-07-07.
10. ↑  ميخائيل نعيمة (2012). Kalk Son Gününe Veda Et [اليوم الأخير] (بالتركية). Translated by Hüseyin Yazıcı. تركيا: Kaknüs Yayınları. ISBN:9756698365. Archived from the original on 2021-06-23.
11. ↑  ميخائيل نعيمة (1983). آخرین روز [اليوم الأخير] (بالفارسية). ترجمة: سعید غلام‌پور آهنگر. إيران: موسسه فرهنگی و انتشاراتی مختومقلی فراغی. ISBN:9647991665. مؤرشف من الأصل في 2021-06-23.